# Михайло Швець
Михайло Швець (нар. 1880, Городище — пом. 12 листопада 1938, Нью-Йорк) — оперний співак (бас-профундо) у Петербурзькій, Одеській, Московській, Київській опері, після першої світової війни у США.

## Життєпис
У 1918 році емігрував у США. Брав участь у виставах театру в Українському народному домі Нью-Йорка. Виконував сольні партії в опері «Мазепа» П. Чайковського (1933) й у фільмах «Наталка Полтавка» (1937) і «Запорожець за Дунаєм» (1939).
Виступав на оперних сценах Нью-Йорка, Філадельфії та інших міст, співав на радіо, записувався на грамплатівки.
Помер 12 листопада 1938 року в Нью-Йорку.